# Noctua fuscolimbata
Noctua fuscolimbata là một loài bướm đêm trong họ Noctuidae.